# Singani (eau-de-vie)
Pour les articles homonymes, voir Singani.

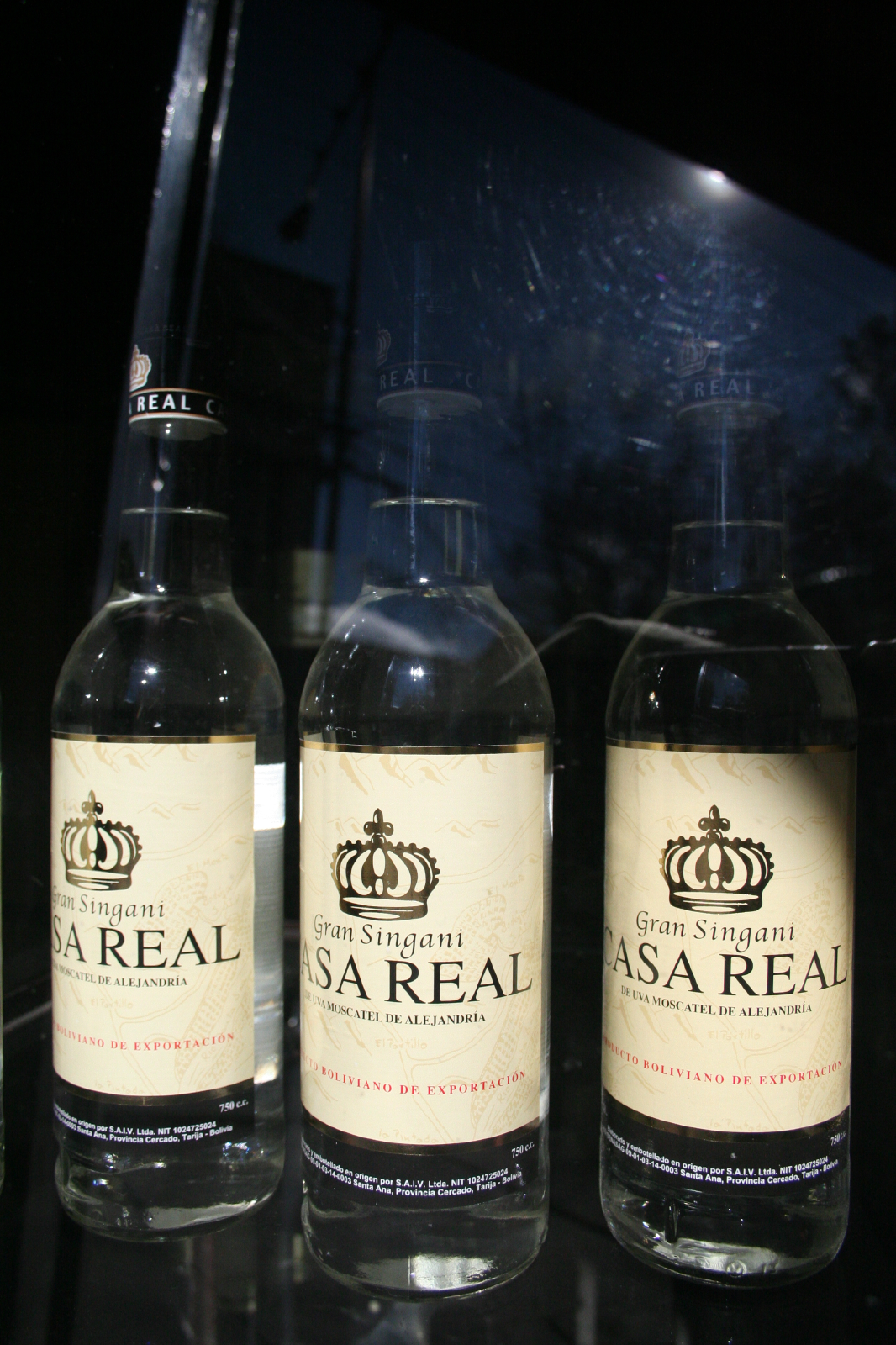
Singani

Le singani est une eau-de-vie de vin de la famille des aguardiente de raisin produite en Bolivie. Cette boisson est élaborée à partir de la distillation du vin de muscat d'Alexandrie bien que d'autres variétés soient aussi utilisées comme le raisin noir.   
Le singani, liqueur nationale de Bolivie, est originaire de Tarija, Potosí et Chuquisaca, et est le principal ingrédient de beaucoup de cocktails boliviens, comme le Chuflay, le Poncho Negro, le Yungueñito et au niveau cocktail international le Singani sour, similaire au Pisco sour.

## Origines
Durant l'époque coloniale, à la suite de l'expansion de l'exploitation minière du Cerro Rico, à Potosí, les Espagnols ont commencé à cultiver la vigne dans le sud des vallées de Potosi.
Le processus d'élaboration du vin était compliqué du fait de l'altitude et des conditions climatiques et géographiques. C'est pourquoi la distillation a été privilégiée, ce qui a permis de mettre au point le spiritueux connu plus tard sous le nom de singani.

## Élaboration
Le singani est élaboré à partir de muscat d'Alexandrie. Les raisins sont broyés après la récolte puis mis dans des cuves pour fermenter ; cette opération prend sept jours. Le vin ainsi produit va être ensuite distillé dans des alambics. On obtient finalement après la distillation un produit titrant à environ 70 degrés. Comme pour le pisco chilien, l'adjonction d'eau permet d'ajuster la teneur finale en alcool.

## Appellation d'origine contrôlée
Singani est une appellation d'origine contrôlée qui désigne l'aguardiente de muscat d'Alexandrie élaborée dans certaines régions boliviennes.
La loi bolivienne n°1334 du 4 mai 1992 sur les appellations contrôlées définit le singani comme une "aguardiente obtenue par la distillation de vins naturels de raisins frais, distillés et mis en bouteille dans les zones de production d'origine (aguardiente obtenido por la destilación de vinos naturales de uva fresca producida, destilados y embotellados en las zonas de producción de origen, article 10").
Cette même loi établit à l'article 9 que l'appellation Singani est réservée aux aguardientes mises en bouteille et produites dans la vallée centrale du département de Tarija, les vallées des provinces nord et sud Cinti et Tomina du département de Chuquisaca, Sahapaqui, Luribay et les provinces Loayza et Murillo du département de La Paz, les vallées de Turuchipa, Cotagaita, Vicchoca, Tumusla, Poco Poco, Tirquibuco et Oroncota des provinces nord et sud  Chichas, Gornelio Saavedra et Linares du département de Potosí et d'autres zones de production en Bolivie à établir dans l'avenir.

## Dans la culture populaire
On peut voir le personnage de Nick Dunne, interprété par Ben Affleck, en boire dans le film Gone Girl réalisé par David Fincher. La marque de la bouteille appartient à Steven Soderbergh, ami de Fincher. 

## Sources
- (es) Cet article est partiellement ou en totalité issu de l’article de Wikipédia en espagnol intitulé « Singani » (voir la liste des auteurs).